# Parafia św. Zachariasza w Des Plaines
Parafia św. Zachariasza w Des Plaines (ang. St. Zachary's Parish) – parafia rzymskokatolicka położona w Des Plaines w stanie Illinois, Stany Zjednoczone.
Jest ona wieloetniczną parafią w północno-wschodniej części hrabstwa Cook, z mszą św. w języku polskim dla polskich imigrantów.
Patronem parafii jest św. Zachariasz, ojciec św. Jana Chrzciciela.